# Silidius apicalis
Silidius apicalis là một loài bọ cánh cứng trong họ Cantharidae. Loài này được Soh miêu tả khoa học năm 1851.